# Lenexa, 1 Mile
Lexena, 1 Mile est un film américain de Jason Wiles sorti en 2006.

## Fiche technique
- Titre : Lenexa, 1 Mile
- Réalisation : Jason Wiles
- Scénario : Shem Bitterman et Jason Wiles
- Genre : Drame
- Pays :  États-Unis
- Date de sortie en salles : 25 mars 2006 (USA, Omaha Film Festival)

## Distribution
- William Baldwin
- Josh Stewart
- Chris Klein
- Michael Beach
- Austin Nichols
- Jason Ritter
- Paul Wesley
- Michael Rooker
- Jennifer Hall

## Autour du film
- Pour sa première réalisation, Jason Wiles fait tourner deux de ses anciens partenaires de la série New York 911 : Josh Stewart et Michael Beach.